# Adam Baldridge
Adam Baldridge (fl. 1635–1697) fue un pirata de origen inglés y uno de los primeros fundadores de los asentamientos piratas en Madagascar.

## Biografía
Después de huir de Jamaica para escapar de los cargos de asesinato de los cuales le inculpaban, Baldridge navegó a la isla de Madagascar y, en 1690, había establecido allí una base de operaciones en la Isla de Santa María . Al año siguiente, Baldridge controlaba la vía navegable hacía el interior de la isla habiendo establecido una fortaleza virtual con vista al puerto de la isla y protegiendo así los almacenes de los asentamientos. Después de haber sometido a las tribus locales, los jefes nativos se vieron obligados a pagarle a Baldridge para que mediara entre las tribus en guerra.
El asentamiento de Baldridge se había convertido en un refugio popular entre los piratas del Mediterráneo y Baldridge suministraba piratas a cambio de altas tarifas. Los suministros comerciales de Baldridge procedían del comerciante neoyorquino Frederick Philipse, que fletó varios barcos al mando de los capitanes John Churcher, Thomas Mostyn y otros; Baldridge enviaba esclavos a cambio.
Entre sus clientes se encontraba el pirata británico Thomas Tew, que lo visitó una vez en 1693, y cuyo barco, el Amity, lo visitó nuevamente en 1695 después de que Tew muriera atacando el barco árabe Gunsway con Henry Every. Baldridge acababa de comerciar con el barco mercante Charming Mary en agosto de 1695, y solo unos meses después equipó al Amity (con los restos de la tripulación de Tew) que partió para cazar a la misma Charming Mary que acababa de partir. 
Baldridge vivió una vida lujosa y extravagante en la isla, que incluía su propio harén de mujeres isleñas, hasta 1697, cuando se vio obligado a huir a las colonias americanas después de que las tribus locales descubrieron que había vendido a un grupo de nativos como esclavos. Varios piratas murieron en el levantamiento que siguió, incluidos John Hoar, Robert Glover y el resto de la tripulación de Thomas Wake, que había navegado con Tew y Every. El propio Baldridge culpó a los piratas por la hostilidad de los nativos: "Los hombres antes mencionados que fueron asesinados por los nativos, eran la mayoría de ellos corsarios que habían estado en el Mar Rojo y llevaron varios barcos allí, fueron principalmente la ocasión para que los nativos se levantaran"., al abusar de los nativos y quitarles su ganado".
Sin embargo, según William Kidd : "Baldridge fue la ocasión de esa insurrección de los nativos y de la muerte de los piratas, por haber engatusado a un gran número de nativos de St. Maries, hombres, mujeres y niños, a bordo de un barco. o barcos los transportó y los vendió como esclavos a una isla francesa llamada Mascarine o Mascaron, cuya traición de los Baldridges los nativos de la isla se vengaron de esos piratas cortándoles el cuello. Otro ex comerciante pirata llamado Edward Welch se hizo cargo del asentamiento abandonado y las fortificaciones de Baldridge poco después, pero sin el respaldo de Philipse tuvo menos éxito.  Algunos años más tarde, el ex pirata holandés John Pro regresó a St. Mary's y dirigió un asentamiento allí, comerciando con piratas y esclavistas hasta su muerte en 1719. 
Después de su regreso a Nueva York, Baldridge presentó el gobernador de la ciudad, Richard Coote, un plan para establecer una colonia inglesa en la isla de Sainte-Marie. Bellomont y sus partidarios se mostraron escépticos, dados los antecedentes de Baldridge como pirata, y Bellomont lamentó que carecía de suficientes recursos judiciales y funcionarios honestos para poder procesar a Baldridge.  En 1699, Bellomont había expulsado a Philipse del consejo y reprimido sus esfuerzos de comercio pirata. Más tarde, Baldridge se casó con la esposa de un ex pirata, aunque Bellomont señaló que su licencia de matrimonio se obtuvo ilegalmente a través de un capellán corrupto y que la mujer técnicamente todavía estaba casada. Finalmente Baldridge se convirtió en un comerciante legítimo y murió a los setenta años.  Otra fuente afirma que después de regresar a Nueva York, Baldridge convenció a Bellomont para que le concediera permiso para navegar como comerciante a Antigua; Esto fue una artimaña, y tan pronto como zarpó, giró hacia el norte, hacia Terranova, y se dedicó abiertamente a la piratería, saqueando las flotas pesqueras.  